# Statistiche e record di Nick Kyrgios
In questa pagina sono riportate le statistiche e i record realizzati da Nick Kyrgios durante la carriera tennistica.
| Finali in carriera |                     |       |       |     |      |
| Specialità         | Categoria           | Vinte | Perse | Tot | V %  |
| Singolare          | Grande Slam         | 0     | 1     | 1   | 0%   |
| Singolare          | Olimpiadi estive    | –     | –     | –   | –    |
| Singolare          | Tour Finals         | –     | –     | –   | –    |
| Singolare          | ATP Masters 1000    | 0     | 1     | 1   | 0%   |
| Singolare          | ATP Tour 500        | 4     | 1     | 5   | 80%  |
| Singolare          | ATP Tour 250        | 3     | 1     | 4   | 75%  |
| Singolare          | Totale              | 7     | 4     | 11  | 64%  |
| Doppio             | Grande Slam         | 1     | 0     | 1   | 100% |
| Doppio             | Olimpiadi estive    | –     | –     | –   | –    |
| Doppio             | Torneo di fine anno | –     | –     | –   | –    |
| Doppio             | ATP Masters 1000    | –     | –     | –   | –    |
| Doppio             | ATP Tour 500        | 1     | 0     | 1   | 100% |
| Doppio             | ATP Tour 250        | 2     | 0     | 2   | 100% |
| Doppio             | Coppa Davis         | –     | –     | –   | –    |
| Doppio             | Hopman Cup          | 1     | 0     | 1   | 100% |
| Doppio             | ATP Cup             | –     | –     | –   | –    |
| Doppio             | Laver Cup           | –     | –     | –   | –    |
| Doppio             | Totale              | 5     | 0     | 5   | 100% |
| Totale             | Totale              | 12    | 4     | 16  | 75%  |

## Statistiche

### Singolare

#### Vittorie (7)
| Legenda              |
| Grande Slam (0)      |
| ATP Finals (0)       |
| ATP Masters 1000 (0) |
| ATP Tour 500 (4)     |
| ATP Tour 250 (3)     |

| N. | Data             | Torneo                              | Superficie  | Avversario in finale | Punteggio      |
| 1. | 21 febbraio 2016 | Open 13, Marsiglia                  | Cemento (i) | Marin Čilić          | 6–2, 7–6(3)    |
| 2. | 7 agosto 2016    | Atlanta Open, Atlanta               | Cemento     | John Isner           | 7–6(3), 7–6(4) |
| 3. | 9 ottobre 2016   | Japan Open Championships, Tokyo     | Cemento     | David Goffin         | 4–6, 6–3, 7–5  |
| 4. | 7 gennaio 2018   | Brisbane International, Brisbane    | Cemento (i) | Ryan Harrison        | 6–4, 6–2       |
| 5. | 2 marzo 2019     | Abierto Mexicano de Tenis, Acapulco | Cemento     | Alexander Zverev     | 6–3, 6–4       |
| 6. | 4 agosto 2019    | Washington Open, Washington         | Cemento     | Daniil Medvedev      | 7–6(6), 7–6(4) |
| 7. | 7 agosto 2022    | Washington Open, Washington (2)     | Cemento     | Yoshihito Nishioka   | 6–4, 6–3       |

#### Finali perse (4)
| Legenda              |
| Grande Slam (1)      |
| ATP Finals (0)       |
| ATP Masters 1000 (1) |
| ATP Tour 500 (1)     |
| ATP Tour 250 (1)     |

| N. | Data           | Torneo                      | Superficie  | Avversario in finale | Punteggio             |
| 1. | 3 maggio 2015  | Estoril Open, Cascais       | Terra rossa | Richard Gasquet      | 3–6, 2–6              |
| 2. | 20 agosto 2017 | Cincinnati Open, Cincinnati | Cemento     | Grigor Dimitrov      | 3–6, 5–7              |
| 3. | 8 ottobre 2017 | China Open, Pechino         | Cemento     | Rafael Nadal         | 2–6, 1–6              |
| 4. | 10 luglio 2022 | Torneo di Wimbledon, Londra | Erba        | Novak Đoković        | 6–4, 3–6, 4–6, 6(3)–7 |

### Doppio

#### Vittorie (4)
| Legenda              |
| Grande Slam (1)      |
| ATP Finals (0)       |
| ATP Masters 1000 (0) |
| ATP Tour 500 (1)     |
| ATP Tour 250 (2)     |

| N. | Data            | Torneo                                     | Superficie  | Compagno           | Avversari in finale           | Punteggio        |
| 1. | 26 maggio 2018  | Open Parc Auvergne-Rhône-Alpes Lyon, Lione | Terra rossa | Jack Sock          | Roman Jebavý Matwé Middelkoop | 7–5, 2–6, [11–9] |
| 2. | 29 gennaio 2022 | Australian Open, Melbourne                 | Cemento     | Thanasi Kokkinakis | Matthew Ebden Max Purcell     | 7–5, 6–4         |
| 3. | 31 luglio 2022  | Atlanta Open, Atlanta                      | Cemento     | Thanasi Kokkinakis | Jason Kubler John Peers       | 7–6(4), 7–5      |
| 4. | 7 agosto 2022   | Washington Open, Washington                | Cemento     | Jack Sock          | Ivan Dodig Austin Krajicek    | 7–5, 6–4         |

### Tornei minori

#### Singolare

##### Vittorie (5)
| Legenda tornei minori |
| Challenger (4)        |
| Futures (1)           |

| N. | Data           | Torneo                              | Superficie  | Avversario in finale | Punteggio        |
| 1. | 3 marzo 2013   | Sydney Tennis International, Sydney | Cemento     | Matt Reid            | 6–3, 6–2         |
| 2. | 28 aprile 2013 | China F3, Yuxi                      | Cemento     | Boy Westerhof        | 7–5, 6–1         |
| 3. | 20 aprile 2014 | Sarasota Open, Sarasota             | Terra verde | Filip Krajinović     | 7–6(10), 6–4     |
| 4. | 27 aprile 2014 | Savannah Challenger, Savannah       | Terra verde | Jack Sock            | 2–6, 7–6(4), 6–4 |
| 5. | 14 giugno 2014 | Nottingham Challenge, Nottingham    | Erba        | Samuel Groth         | 7–6(3), 7–6(7)   |

#### Doppio

##### Vittorie (1)
| Legenda tornei minori |
| Challenger (0)        |
| Futures (1)           |

| N. | Data             | Torneo                  | Superficie | Compagno  | Avversario in finale      | Punteggio   |
| 1. | 17 febbraio 2012 | Australia F1, Melbourne | Cemento    | Alex Bolt | Ryan Agar Sebastian Bader | 7–6(6), 6–4 |

##### Finali perse (1)
| Legenda tornei minori |
| Challenger (1)        |
| Futures (0)           |

| N. | Data         | Torneo                              | Superficie | Compagno  | Avversario in finale        | Punteggio        |
| 1. | 3 marzo 2012 | Sydney Tennis International, Sydney | Cemento    | Alex Bolt | Brydan Klein Dane Propoggia | 4–6, 6–4, [9–11] |

### Competizioni a squadre

#### Vittorie (1)
| N. | Data           | Torneo                 | Superficie  | Compagna         | Avversario in finale                 | Punteggio |
| 1. | 9 gennaio 2016 | Hopman Cup 2016, Perth | Cemento (i) | Dar'ja Gavrilova | Elina Svitolina Aleksandr Dolhopolov | 2–0       |

## Risultati in progressione

### Singolare
| V | F | SF | QF | #T | RR | Q# | A | Z# | PO | O | F-A | SF-B | ND |

(V) Torneo vinto; raggiunto (F) finale, (SF) semifinale, (QF) quarti di finale, (#T) turni 4, 3, 2, 1; (RR) round - robin; (Q#) Turno di qualificazione; (A) assente dal torneo; (Z#) Zona gruppo Coppa Davis/Fed Cup (con indicazione numero); (PO) play-off Coppa Davis o Fed Cup; vinto un (O) oro, (F-A) argento o (SF-B) bronzo ai Giochi Olimpici; (ND) torneo non disputato.
Statistiche aggiornate alla Coppa Davis 2022.
| Torneo                | 2012          | 2013          | 2014          | 2015          | 2016          | 2017          | 2018          | 2019          | 2020          | 2021          | 2022          | 2023 | Titoli      | V-S         | V%          |
| Grande Slam           |               |               |               |               |               |               |               |               |               |               |               |      |             |             |             |
| Australian Open       | Q1            | Q1            | 2T            | QF            | 3T            | 2T            | 4T            | 1T            | 4T            | 3T            | 2T            | A    | 0 / 9       | 17–9        | 65%         |
| Roland Garros         | A             | 2T            | 1T            | 3T            | 3T            | 2T            | A             | A             | A             | A             | A             | A    | 0 / 5       | 5–5         | 50%         |
| Wimbledon             | A             | A             | QF            | 4T            | 4T            | 1T            | 3T            | 2T            | ND            | 3T            | F             | A    | 0 / 8       | 20–8        | 71%         |
| US Open               | A             | 1T            | 3T            | 1T            | 3T            | 1T            | 3T            | 3T            | A             | 1T            | QF            | A    | 0 / 9       | 12–9        | 57%         |
| Vittorie-Sconfitte    | -             | 1–2           | 7–4           | 8–4           | 9–4           | 2–4           | 7–3           | 3–3           | 3–1           | 4–3           | 10–3          | 0–0  | 0 / 31      | 54–31       | 64%         |
| Nazionale e Laver Cup |               |               |               |               |               |               |               |               |               |               |               |      |             |             |             |
| Coppa Davis           | A             | PO            | 1T            | SF            | PO            | SF            | 1T            | QF            | ND            | A             | A             | A    | 0 / 5       | 11–5        | 69%         |
| ATP Cup               | Non disputata | Non disputata | Non disputata | Non disputata | Non disputata | Non disputata | Non disputata | Non disputata | SF            | A             | A             | ND   | 0 / 1       | 3–1         | 75%         |
| Laver Cup             | Non disputata | Non disputata | Non disputata | Non disputata | Non disputata | F             | F             | F             | ND            | F             | A             |      | 0 / 4       | 1–4         | 20%         |
| Hopman Cup            | A             | A             | A             | A             | V             | RR            | A             | A             | Non disputata | Non disputata | Non disputata | A    | 1 / 2       | 6–1         | 86%         |
| Vittorie-Sconfitte    | -             | 1–0           | 2–2           | 0–1           | 5–0           | 7–3           | 1–2           | 2–1           | 3–1           | 0–1           | -             | -    | 1 / 12      | 21–11       | 66%         |
| ATP Tour Masters 1000 |               |               |               |               |               |               |               |               |               |               |               |      |             |             |             |
| Indian Wells          | A             | A             | A             | 2T            | 2T            | QF            | A             | 2T            | ND            | A             | QF            | A    | 0 / 5       | 7–4         | 64%         |
| Miami                 | A             | A             | A             | A             | SF            | SF            | 4T            | 4T            | ND            | A             | 4T            | A    | 0 / 5       | 15–5        | 75%         |
| Monte Carlo           | A             | A             | A             | A             | A             | A             | A             | A             | ND            | A             | A             | A    | 0 / 0       | 0–0         | -           |
| Madrid                | A             | A             | A             | 3T            | QF            | 3T            | A             | 1T            | ND            | A             | A             | A    | 0 / 4       | 7–4         | 64%         |
| Roma                  | A             | A             | A             | 1T            | 3T            | A             | A             | 2T            | A             | A             | A             | A    | 0 / 3       | 3–3         | 50%         |
| Montréal/Toronto      | A             | A             | 2T            | 3T            | 1T            | 3T            | 1T            | 1T            | ND            | 1T            | QF            | A    | 0 / 8       | 8–8         | 50%         |
| Cincinnati            | A             | A             | A             | 1T            | 2T            | F             | 3T            | 2T            | A             | A             | 2T            | A    | 0 / 6       | 10–6        | 63%         |
| Shanghai              | A             | A             | A             | 2T            | 2T            | 1T            | 1T            | A             | Non disputata | Non disputata | Non disputata | A    | 0 / 4       | 2–4         | 33%         |
| Parigi                | A             | A             | A             | A             | A             | A             | A             | A             | A             | A             | A             | A    | 0 / 0       | 0–0         | -           |
| Vittorie-Sconfitte    | -             | -             | 1–1           | 6–6           | 11–7          | 16–5          | 4–4           | 4–6           | -             | 0–1           | 10–4          | -    | 0 / 35      | 52–34       | 60%         |
| ATP Tour 500          |               |               |               |               |               |               |               |               |               |               |               |      |             |             |             |
| Dubai                 | A             | A             | A             | A             | SF            | A             | A             | A             | A             | A             | A             | A    | 0 / 1       | 3–1         | 75%         |
| Acapulco              | A             | A             | A             | A             | A             | SF            | A             | V             | 1T            | A             | A             | A    | 1 / 3       | 8–2         | 80%         |
| Barcellona            | A             | A             | A             | 2T            | A             | A             | A             | A             | ND            | A             | A             | A    | 0 / 1       | 0–1         | 0%          |
| Halle                 | 250           | 250           | 250           | A             | A             | A             | A             | A             | ND            | A             | SF            | A    | 0 / 1       | 3–1         | 75%         |
| Londra                | 250           | 250           | 250           | 1T            | 1T            | 1T            | SF            | 2T            | ND            | A             | A             | A    | 0 / 5       | 4–5         | 44%         |
| Washington            | A             | A             | A             | A             | A             | 2T            | A             | V             | ND            | 1T            | V             | A    | 2 / 4       | 11–2        | 85%         |
| Pechino               | A             | A             | A             | A             | A             | F             | A             | A             | Non disputato | Non disputato | Non disputato |      | 0 / 1       | 4–1         | 80%         |
| Tokyo                 | A             | A             | A             | QF            | V             | A             | 2T            | A             | Non disputato | Non disputato | A             | A    | 1 / 3       | 7–2         | 78%         |
| Vittorie-Sconfitte    | 0–0           | 0–0           | 0–0           | 2–3           | 7–2           | 7–4           | 4–2           | 12–1          | 0–0           | 0–1           | 3–1           | 0–0  | 4 / 17      | 35–14       | 71%         |
| Statistiche carriera  |               |               |               |               |               |               |               |               |               |               |               |      |             |             |             |
|                       | 2012          | 2013          | 2014          | 2015          | 2016          | 2017          | 2018          | 2019          | 2020          | 2021          | 2022          | 2023 | Carriera    | Carriera    | Carriera    |
| Tornei disputati      | 0             | 2             | 7             | 18            | 18            | 17            | 14            | 16            | 2             | 7             | 12            | 1    | 113         | 113         | 113         |
| Titoli                | 0             | 0             | 0             | 0             | 3             | 0             | 1             | 2             | 0             | 0             | 1             | 0    | 7           | 7           | 7           |
| Finali raggiunte      | 0             | 0             | 0             | 1             | 3             | 2             | 1             | 2             | 0             | 0             | 2             | 0    | 11          | 11          | 11          |
| Cemento V–S           | 0–0           | 0–1           | 4–5           | 13–10         | 26–9          | 28–12         | 17–10         | 20–10         | 6–3           | 5–7           | 20–6          | 0–0  | 139–73      | 139–73      | 139–73      |
| Terra V–S             | 0–0           | 2–1           | 0–3           | 8–6           | 9–4           | 4–4           | 1–1           | 1–2           | 0–0           | 0–0           | 2–1           | 0–0  | 27–22       | 27–22       | 27–22       |
| Erba V–S              | 0–0           | 0–0           | 6–1           | 3–3           | 4–2           | 0–2           | 7–3           | 2–3           | 0–0           | 2–1           | 13–3          | 0–1  | 37–19       | 37–19       | 37–19       |
| Totale V–S            | 0–0           | 2–2           | 10–9          | 24–19         | 39–15         | 32–18         | 25–14         | 23–15         | 6–3           | 7–8           | 37–10         | 0–1  | 205–114     | 205–114     | 205–114     |
| Vittorie %            | –             | 50%           | 53%           | 56%           | 72%           | 65%           | 66%           | 61%           | 67%           | 47%           | 79%           | –    | 64.47%      | 64.47%      | 64.47%      |
| Ranking fine anno     | 838           | 182           | 52            | 30            | 13            | 21            | 35            | 30            | 45            | 90            | 22            |      | $12.486.695 | $12.486.695 | $12.486.695 |

### Doppio
| Torneo             | 2013 | 2014 | 2015 | 2016 | 2017 | 2018 | 2019 | 2020 | 2021 | 2022 | 2023 | 2024 | 2025 | V-S   |
| ------------------ | ---- | ---- | ---- | ---- | ---- | ---- | ---- | ---- | ---- | ---- | ---- | ---- | ---- | ----- |
| Tornei Grande Slam |      |      |      |      |      |      |      |      |      |      |      |      |      |       |
| Australian Open    | 1T   | A    | 1T   | 1T   | A    | 2T   | 1T   | A    | 2T   | V    | A    | A    | 1T   | 8–6   |
| Roland Garros      | A    | A    | 1T   | 1T   | 3T   | A    | A    | A    | A    | A    | A    | A    |      | 2–3   |
| Wimbledon          | A    | A    | A    | A    | A    | A    | A    | ND   | A    | A    | A    | A    |      | 0–0   |
| US Open            | A    | 1T   | A    | 3T   | 2T   | A    | 2T   | A    | A    | 3T   | A    | A    |      | 5–3   |
| Vittorie-Sconfitte | 0–1  | 0–1  | 0–2  | 2–2  | 3–2  | 1–0  | 1–1  | 0–0  | 1–1  | 8–1  | 0–0  | 0–0  | 0–1  | 16–12 |

## Vittorie contro top 10
| Stagione | 2013 | 2014 | 2015 | 2016 | 2017 | 2018 | 2019 | 2020 | 2021 | 2022 | Totale |
| Vittorie | 0    | 1    | 3    | 7    | 4    | 1    | 5    | 1    | 0    | 6    | 28     |

| Anno | #   | Giocatore              | Rank | Torneo                                 | Superficie  | Turno | Punteggio                |
| ---- | --- | ---------------------- | ---- | -------------------------------------- | ----------- | ----- | ------------------------ |
| 2014 | 1.  | Rafael Nadal           | 1    | Wimbledon, Londra                      | Erba        | 4T    | 7–6(5), 5–7, 7–6(5), 6–3 |
| 2015 | 2.  | Roger Federer          | 2    | Madrid Open, Madrid                    | Terra rossa | 2T    | 6–7, 7–6(5), 7–6(12)     |
| 2015 | 3.  | Milos Raonic           | 7    | Wimbledon, Londra                      | Erba        | 3T    | 5–7, 7–5, 7–6(4), 6–3    |
| 2015 | 4.  | Stan Wawrinka          | 5    | Canadian Open, Montréal                | Cemento     | 2T    | 6(8)–7, 6–3, 4–0, rit.   |
| 2016 | 5.  | Andy Murray            | 2    | Hopman Cup, Perth                      | Cemento (i) | RR    | 6–4 7–6(5)               |
| 2016 | 6.  | Richard Gasquet        | 10   | Open 13, Marsiglia                     | Cemento (i) | QF    | 6–0, 6–4                 |
| 2016 | 7.  | Tomáš Berdych          | 8    | Open 13, Marsiglia                     | Cemento (i) | SF    | 6–4, 6–2                 |
| 2016 | 8.  | Tomáš Berdych (2)      | 7    | Dubai Tennis Championships, Dubai      | Cemento     | QF    | 6–4, 6–4                 |
| 2016 | 9.  | Stan Wawrinka (2)      | 4    | Madrid Open, Madrid                    | Terra rossa | 2T    | 7–6(7), 7–6(2)           |
| 2016 | 10. | Milos Raonic (2)       | 10   | Internazionali d'Italia, Roma          | Terra rossa | 2T    | 7–6(5), 6–3              |
| 2016 | 11. | Gaël Monfils           | 8    | Japan Open Tennis Championships, Tokyo | Cemento     | SF    | 6–4, 6–4                 |
| 2017 | 12. | Novak Djokovic         | 2    | Abierto Mexicano, Acapulco             | Cemento     | QF    | 7−6(9), 7−5              |
| 2017 | 13. | Novak Djokovic (2)     | 2    | Indian Wells Open, Indian Wells        | Cemento     | 4T    | 6–4, 7–6(3)              |
| 2017 | 14. | Rafael Nadal (2)       | 2    | Cincinnati Open, Cincinnati            | Cemento     | QF    | 6–2, 7–5                 |
| 2017 | 15. | Alexander Zverev       | 4    | China Open, Pechino                    | Cemento     | SF    | 6–3, 7–5                 |
| 2018 | 16. | Grigor Dimitrov        | 3    | Brisbane International, Brisbane       | Cemento (i) | SF    | 3–6, 6–1, 6–4            |
| 2019 | 17. | Rafael Nadal (3)       | 2    | Abierto Mexicano, Acapulco             | Cemento     | 2T    | 3–6, 7–6(2), 7–6(6)      |
| 2019 | 18. | John Isner             | 9    | Abierto Mexicano, Acapulco             | Cemento     | SF    | 7–5, 5–7, 7–6(7)         |
| 2019 | 19. | Alexander Zverev (2)   | 3    | Abierto Mexicano, Acapulco             | Cemento     | F     | 6–3 6–4                  |
| 2019 | 20. | Stefanos Tsitsipas     | 6    | Washington Open, Washington            | Cemento     | SF    | 6–4 3–6 7–6(7)           |
| 2019 | 21. | Daniil Medvedev        | 10   | Washington Open, Washington            | Cemento     | F     | 7–6(6) 7–6(4)            |
| 2020 | 22. | Stefanos Tsitsipas (2) | 6    | ATP Cup, Brisbane                      | Cemento (i) | RR    | 7–6(7) 6(3)–7 7–6(5)     |
| 2022 | 23. | Casper Ruud            | 8    | Indian Wells Open, Indian Wells        | Cemento     | 3T    | 6–4, 6–4                 |
| 2022 | 24. | Andrej Rublëv          | 7    | Miami Open, Miami                      | Cemento     | 2T    | 6–3, 6–0                 |
| 2022 | 25. | Stefanos Tsitsipas (3) | 6    | Halle Open, Halle                      | Erba        | 2T    | 5–7, 6–2, 6–4            |
| 2022 | 26. | Stefanos Tsitsipas (4) | 5    | Wimbledon, Londra                      | Erba        | 3T    | 6(2)–7, 6–4, 6–3, 7–6(7) |
| 2022 | 27. | Daniil Medvedev (2)    | 1    | Canadian Open, Montréal                | Cemento     | 2T    | 6(2)–7, 6–4, 6–2         |
| 2022 | 28. | Daniil Medvedev (3)    | 1    | US Open, New York                      | Cemento     | 4T    | 7–6(11), 3–6, 6–3, 6–2   |